# Кунгак
Кунга́к (рос. Кунгак, башк. Көнгәк) — присілок у складі Аскінського району Башкортостану, Росія. Адміністративний центр Кунгаківської сільської ради.
Населення — 602 особи (2010; 718 у 2002).
Національний склад:
- татари — 75 %